# Copa d'Europa de futbol 1972-73
La Copa d'Europa de futbol 1972-73 fou l'edició número divuit en la història de la competició. Es disputà entre l'octubre de 1972 i el maig de 1973, amb la participació inicial de 30 equips de 30 federacions diferents.
La competició fou guanyada per l'AFC Ajax a la final enfront de la Juventus FC.

## Primera ronda
| Equip 1                  | Global | Equip 2          | Anada | Tornada |
| ------------------------ | ------ | ---------------- | ----- | ------- |
| CSKA Septemvrijsko Zname | 4-1    | Panathinaikos FC | 2-1   | 2-0     |
| AFC Ajax                 | Bye    | -                | -     | -       |
| Galatasaray              | 1-7    | Bayern Múnic     | 1-1   | 0-6     |
| Waterford United         | 2-3    | Omonia           | 2-1   | 0-2     |
| Wacker                   | 0-3    | Dinamo Kiev      | 0-1   | 0-2     |
| Sliema Wanderers         | 0-10   | Górnik Zabrze    | 0-5   | 0-5     |
| Aris                     | 0-6    | Argeş Piteşti    | 0-2   | 0-4     |
| Reial Madrid             | 4-0    | Keflavík         | 3-0   | 1-0     |
| Olympique de Marsella    | 1-3    | Juventus FC      | 1-0   | 0-3     |
| Magdeburg                | 9-1    | TPS              | 6-0   | 3-1     |
| Celtic FC                | 5-2    | Rosenborg BK     | 2-1   | 3-1     |
| Újpesti Dózsa            | 4-3    | FC Basel         | 2-0   | 2-3     |
| Spartak Trnava           | Bye    | -                | -     | -       |
| RSC Anderlecht           | 7-2    | Vejle Boldklub   | 4-2   | 3-0     |
| Derby                    | 4-1    | Željezničar      | 2-0   | 2-1     |
| Malmö FF                 | 2-4    | SL Benfica       | 1-0   | 1-4     |

## Segona ronda
| Equip 1                  | Global | Equip 2        | Anada | Tornada |
| ------------------------ | ------ | -------------- | ----- | ------- |
| CSKA Septemvrijsko Zname | 1-6    | AFC Ajax       | 1-3   | 0-3     |
| Bayern Múnic             | 13-0   | Omonia         | 9-0   | 4-0     |
| Dinamo Kiev              | 3-2    | Górnik Zabrze  | 2-0   | 1-2     |
| Argeş Piteşti            | 3-4    | Reial Madrid   | 2-1   | 1-3     |
| Juventus FC              | 2-0    | Magdeburg      | 1-0   | 1-0     |
| Celtic FC                | 2-4    | Újpesti Dózsa  | 2-1   | 0-3     |
| Spartak Trnava           | 2-0    | RSC Anderlecht | 1-0   | 1-0     |
| Derby                    | 3-0    | SL Benfica     | 3-0   | 0-0     |

## Quarts de final
| Equip 1        | Global | Equip 2       | Anada | Tornada |
| -------------- | ------ | ------------- | ----- | ------- |
| AFC Ajax       | 5-2    | Bayern Múnic  | 4-0   | 1-2     |
| Dinamo Kiev    | 0-3    | Reial Madrid  | 0-0   | 0-3     |
| Juventus FC    | 2-2¹   | Újpesti Dózsa | 0-0   | 2-2     |
| Spartak Trnava | 1-2    | Derby         | 1-0   | 0-2     |

¹ Juventus passà a Semifinals per la regla del valor doble dels gols en camp contrari.

## Semifinals
| Equip 1     | Global | Equip 2      | Anada | Tornada |
| ----------- | ------ | ------------ | ----- | ------- |
| AFC Ajax    | 3-1    | Reial Madrid | 2-1   | 1-0     |
| Juventus FC | 3-1    | Derby        | 3-1   | 0-0     |

## Final
| AFC Ajax | 1-0 | Juventus FC |
| -------- | --- | ----------- |
| Rep 5'   |     |             |

| Guanyador de la Copa d'Europa 1972-73 |
| ------------------------------------- |
| AFC Ajax Tercer títol                 |